# Príncipesångare
Príncipesångare (Sylvia dohrni) är en afrikansk fågel i familjen sylvior inom ordningen tättingar. Den förekommer enbart på den lilla ön Príncipe i Guineabukten.

## Utseende och läten
Príncipesångaren är en 14-15 cm lång tätting med rätt lång näbb. Ovansidan är färgad i grått och olivgrönt, medan undersidan är gulvit med ett tydligt bröstband. Sången består av livliga, fylliga, högljudda och gladlynta visslingar.

## Utbredning och systematik
Príncipesångaren förekommer enbart på ön Príncipe i Guineabukten. Tidigare placerades den bland timaliorna eller ansågs vara en flugsnappare (därav det tidigare svenska trivialnamnet príncipeflugsnappare). Genetiska studier visar dock att den är nära släkt med Sylvia-sångarna och inkluderas numera vanligen i detta släkte.

## Levnadssätt
Príncipesångaren hittas i alla typer av skogsmiljöer, även kakao- och kaffeplantage. Där ses den i buskar och småträd, men även i nedre delen av trädkronor. Födan består av fjärilslarver, myror, skalbaggar och andra insekter, men även sniglar, bär och frön. Fågeln häckar mellan juni och september eller möjlighen juni–juli och september–januari. Den lägger troligen två kullar. Arten är stannfågel.

## Status och hot
Arten har ett litet utbredningsområde men tros inte vara utsatt för något substantiellt hot och populationsutveckling anses vara stabil. Utifrån dessa kriterier kategoriserar internationella naturvårdsunionen IUCN arten som livskraftig (LC). Världspopulationen har inte uppskattats men den beskrivs som mycket vanlig i kakaoplantage och återväxande ungskog, men mindre vanlig i kokosplantage.

## Namn
Fågelns vetenskapliga artnamn hedrar Heinrich Wolfgang Ludwig Dohrn (1838-1913), tysk entomolog och samlare av specimen på Príncipe 1865.